# En man steg av tåget
En man steg av tåget (originaltitel: Bad Day at Black Rock) är en amerikansk kriminaldramafilm från 1955, i regi av John Sturges. Filmen är baserad på novellen "Bad Time at Honda" från 1947 av Howard Breslin. Titelrollen spelas av Spencer Tracy och den andra huvudrollen av Robert Ryan. Filmen hade svensk premiär den 5 september 1955.
Filmen fick flera Oscarsnomineringar; för bästa manliga skådespelare (Spencer Tracy), bästa regi (John Sturges) och bästa manus (Millard Kaufman). Det blev inget pris, men Spencer Tracy fick däremot pris för bästa manliga skådespelare vid filmfestivalen i Cannes samma år.

## Handling
Handlingen utspelar sig sent på året 1945. Den enarmade främlingen John J. Macreedy (Spencer Tracy) anländer till den lilla ökenstaden Black Rock i Kalifornien. Invånarna verkar genast misstänksamma, eftersom det är första gången på fyra år som tåget stannat där. Efter att Macreedy uppgett att han letar efter en man vid namn Komoko, blir flera av de lokala invånarna fientligt inställda. Med tiden kommer Macreedy att avslöja en ond hemlighet, som har korrumperat hela det lilla samhället.

## Rollista
- Spencer Tracy – John J. Macreedy
- Robert Ryan – Reno Smith
- Anne Francis – Liz Wirth
- Dean Jagger – Sheriff Tim Horn
- Walter Brennan – Doc T.R. Velie Jr.
- John Ericson – Pete Wirth
- Ernest Borgnine – Coley Trimble
- Lee Marvin – Hector David

## Galleri

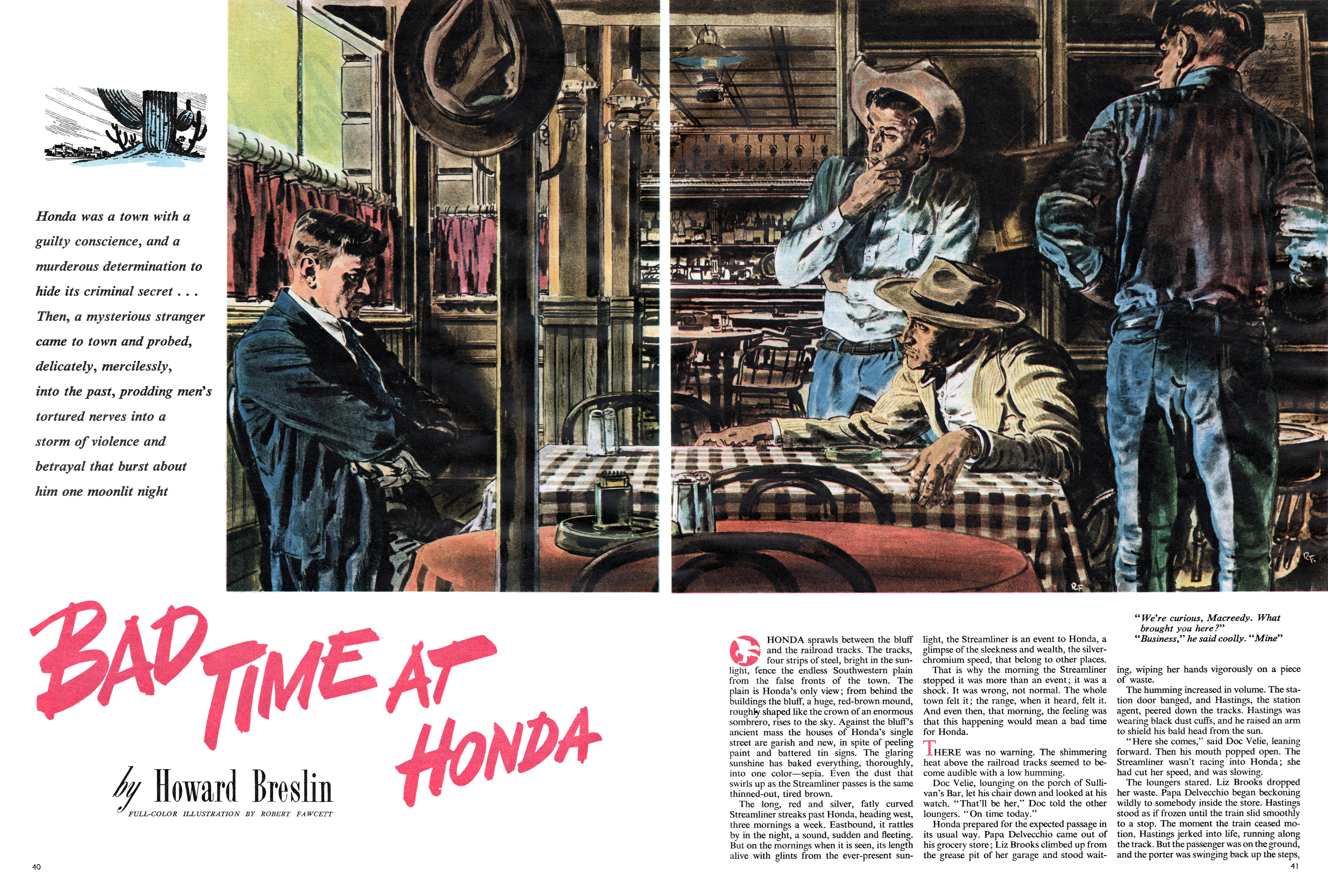
Illustration i The American Magazine 1947 av "Bad Time at Honda" som filmen bygger på.
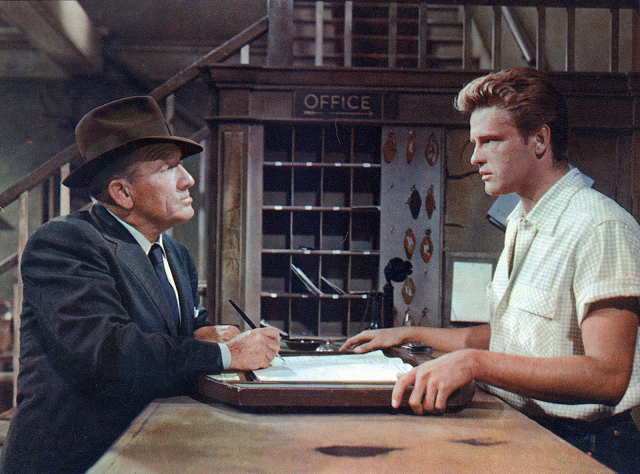
Spencer Tracy och John Ericson på hotellet.